# Constitution de l'Érythrée
Lire en ligne

Consulter

La Constitution de l'Érythrée fut élaborée par la Commission constitutionnelle établie par le gouvernement de l'Érythrée. La Constitution qui en résulte fut introduite en 1997, un an après la date prévue. Bien que la Constitution a été ratifiée, elle n'est pas encore entièrement en vigueur, et aucune élection générale ne fut organisée, en dépit de l'adoption d'une loi électorale en 2002.

## Contenu
Selon la Constitution, le président devrait être élu par l'Assemblée nationale de l’Érythrée, composée de 150 membres. Aucun Premier ministre n'est prévu par la constitution. La Constitution ne prévoit pas de deuxième chambre pour le Parlement afin de prendre en compte les 9 ethnies du pays.
En ce qui concerne les partis politiques, ils ne sont pas interdits. Cependant Africa Confidential souligne que le Front populaire pour la démocratie et la justice reste le principal parti de la scène politique et les autres partis devraient être de « proches alliés » de celui-ci. La seule restriction officielle prévue par la Constitution sont les partis basés sur l'ethnie ou la religion.
Enfin, il n'y a pas de dévolution prévue, à l'exception probable de certaines compétences limitées pour accommoder les Afar, Beja et Kanama.

## Sources

## Compléments